# Bharadvaya

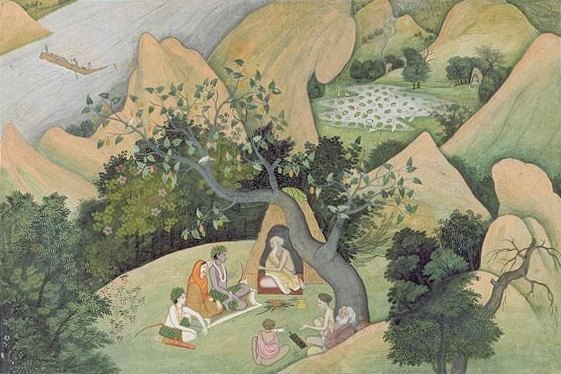
El rey dios Rama, Sita y Lakshman se encuentran con el sabio Bharadvásha en el áshram de este. (Manuscrito del Ramaiana de 1780).

En el marco de la mitología hinduista, Bharad Vāya es un antiquísimo majarshi (‘gran sabio’).

## Nombre sánscrito y etimología
- bharad-vāja, en el sistema AITS.
- भरद्-वाज, en escritura devanagari.
- Etimología: ‘que posee fuerza’ o ‘que posee velocidad’, ‘alondra’; siendo bhárat: ‘que sostiene, que carga’, y vāja: ‘fuerza, velocidad, vigor, energía, espíritu’.[1]
- Pronunciación:
  - [bhárad vásha] en sánscrito antiguo;
  - [bharaduásh] en hindi.

## Descripción
Bharadvasha fue un renombrado sabio del periodo védico (fines del II a mediados del I milenio a. C.).
A veces se lo llama con el patronímico Barjas Patia (ya que era hijo del sabio Bríjas-Pati, gurú de los dioses).
Era nieto del rishi Anguirasa y bisnieto del dios Brahmá.
Fue padre del bráhmana (sacerdote) guerrero Dronacharia y abuelo de Ashuatama.
Se le supone autor del muchos himnos del Rig-veda: 6.1-30, 6.37-43, 6.53-74, 9.67.1-3, 10.137.1.
Trabajó como sacerdote purojita de Diva Dasa (aunque podría ser la misma persona).
Bharadvaya es considerado también uno de los sapta rishis (‘siete sabios’) en el manuantara actual.
(siendo los otros Atri, Vashishtha, Vishuámitra, Gautama, Yamad Agní y Kashiapa).
Es autor de un libro de leyes.

## Bharadvásha en el «Ramaiana»
En el Ramaiana, el rey Rama, junto con Sītā y Lakshmana tuvieron que irse al exilio por las palabras del rey Dasharatha, padre de Rama.
Mientras viajaban visitaron varios áshramas de rishis, por ejemplo, Agastia, Gautama y Bharadvásha.
En el áshrama de Bharadvasha, Rama aceptó ofrendas de los grandes sabios, que sabían que este príncipe era una encarnación de Vishnú, Sita de la diosa Lakshmī y Lakshmana de Shesha.

## Gotra (familia)
En la India, las personas que tienen el apellido Bharadvāja (Bharadvásha) dicen pertenecer al Bharadvāja gotra (o sea, toman a este sabio como su ancestro).